# 喀麦隆驻华大使馆
喀麦隆驻华大使馆（英語：Embassy of the Republic of Cameroon, Beijing)是喀麦隆共和国在中华人民共和国的最高外交代表机构。馆址位于中国北京市朝阳区三里屯东五街7号。该大使馆也兼辖喀麦隆在越南社会主义共和国的相关事务。

## 历史
1971年3月26日，喀麦隆政府与中华人民共和国建交。1973年，喀麦隆在北京设置大使馆并开始派遣驻华大使。